# Gastrotheca gemma
Gastrotheca gemma — вид жаб родини американських райок (Hemiphractidae). Описаний у 2021 році.

## Назва
Видова назва gemma перекладається як «дорогоцінний камінь» чи «коштовність» і стосується бірюзового забарвлення очей.

## Поширення
Ендемік Перу. Виявлений у Національному заповіднику Кордильєри-де-Колан на північному сході країни.

## Опис
Жаба середнього розміру, завдовжки 6,9-7,2 см. Спинка зелена з численними дрібними чорними цятками у самиць і зелена з розсіяними жовтими крапками у самців. Губна смужка темно-коричнева у самиць та блідо-зелена у самців. Боки рівномірно зелені у самиць і зелені з численними темно-зеленими неправильними цятками у самців. Пах жовтувато-зелений. Передні поверхні стегон зелені, задні поверхні стегон жовтувато-зелені з розсіяними неправильними чорними цятками у самиць і щільними чорними сітками у самців. Вентролатеральна область жовтувато-зелена. Очі сріблясті зі світло-блакитним відтінком або бірюзові з тонкими чорними сітками з помаранчевим кільцем або без нього. Нижня поверхня жовтувато-зелена з великими темно-сірими плямами.